# بونسبورو (مریلند)
بونسبورو (به انگلیسی: Boonsboro) شهری در ایالت مریلند کشور ایالات متحده آمریکا است که جمعیت آن در سرشماری سال ۲۰۱۰ میلادی، ۳٬۳۳۶ نفر بوده‌است.